# Palántidas
Palántidas (en griego antiguo: Παλλαντίδαι) es el nombre que reciben en la mitología griega los cincuenta hijos de Palante, nietos de Pandión, rey de Atenas, sobrinos de Egeo y primos de Teseo. Estrabón dice que «el duro Palante, (fue) procreador de gigantes». En ninguna fuente se indica quién era su madre ni cuáles eran sus nombres individuales.
Egeo les hizo creer a los Palántidas que no tenía hijos, haciendo que Teseo fuera criado lejos de su Atenas natal. Así, esperaban la sucesión de su trono, repartiéndose el poder a su muerte. Pero al volver Teseo y ser reconocido por su padre, vieron el poder perdido, negándose a ese reconocimiento y rechazando la legitimidad de su primo.
Al haber sido Teseo reconocido por los atenienses y proclamado rey, iniciaron guerra contra él, siendo todos vencidos y muertos. Para purificarse por su muerte, Teseo se impuso a él mismo y a su esposa Fedra un destierro de un año en Trecén.
La leyenda de los Palántidas nos ha llegado a través de Pausanias y de Eurípides.